# Straż Hajnowska

## Położenie
Północna granica Straży Hajnowskiej przebiegała zahaczając za Nowosady w głąb Puszczy Białowieskiej, wracała równoległą linią, wchodząc na dzisiejszą ulicę Stefana Batorego i księdza Antoniego Dziewiatowskiego (Hajnówka). Południowa granica była jednocześnie północną granicą Straży Leśniańskiej, która również wchodząc prostokątem wcinała się w głąb Puszczy i wychodziła północną granicą tuż za Porejewem. Od strony Puszczy Bielskiej granicę wyznaczała rzeka Leśna, zaś dzisiejsza ulica Kołodzieja (Hajnówka) była trybą przygraniczną. Do Straży Hajnowskiej należały grunty, które od rzeki Leśnej obecnie zamykają się fragmentami ulic : 3-go Maja, do Lipowej, do St. Batorego, do terenu OSiR-u i HDK "Górnik". Obecny teren Soboru św. Trójcy był własnością tejże Straży.

## Historia, pochodzenie nazwy

### Rzeczpospolita Obojga Narodów
Do powstania straży leśnych doszło za panowania króla Zygmunta Augusta w roku 1567. Wówczas to dokonano pierwszego opisu puszcz, w tym Bielskiej i Białowieskiej. Puszcza Białowieska została zmierzona i podzielona na 12 straży. Jedną z nich była Straż Hajnowska z siedzibą w uroczysku Skarbosławka. Straż zlokalizowana nad rzeczką Skarbosławka stanowiła jedno gospodarstwo strażnika Haynym Heyno (z pochodzenia prawdopodobnie Niemca). Było to w pierwszej połowie XVI w. Z czasem to miejsce zyskało nazwę Hajnowszczyzna, 1775 r. – Aynowszczyzna, a w 1792 r. Haynowszczyzna. Zamiennie funkcjonowały nazwy Hajnowszczyzny, Kozi Przeskok. W roku 1709 podłowczy białowieski Łukasz Milicki osadził tu strzelca Hrehorego Prokopowicza.

### Rozbiory i okres pod zaborami
W latach 1792 – 96 strażnikiem Straży Hajnowskiej był Krzysztof Szreyterowicz, miał on do pomocy 7 strzelców i 2 osoczników. Podczas powstania w 1831 r. cała straż leśna z forstmajerem E. de Romke (Szwajcar z pochodzenia), łowczowie, osocznicy, chłopi przyłączyli się do czynu zbrojnego. Dowódcą jednego z oddziałów był urodzony w Hajnowszczyźnie Jakub Szretter. Po upadku powstania osoczników i pracowników administracji leśnej, którzy przyłączyli się do zrywu wysiedlono i zastąpiono ich Rosjanami. Do roku 1856 przy zagrodzie strażnika mieszkali kątnicy i zagrodnicy. W 1856 r. utworzono leśnictwo Hajnówka. Nad strumykiem Skarbosławka zbudowano siedzibę leśniczego i osadzono kilka rodzin chłopskich dla potrzeb leśnictwa. Przydzielono im działki ziemi ornej ciągnące się od rzeki Leśna w kierunku południowym do skraju Puszczy Białowieskiej i pól wsi Mazury. Powstała wieś Hajnówka, od tej pory zaprzestano używania nazwy Hajnowszczyzna. W roku 1908 było tu 13 domów. Po wybuchu I wojny światowej część mieszkańców wyjechała do Rosji. Wojsko rosyjskie spaliło Straż Hajnowską.
Obecnie w okolicy gdzie znajdowała się Straż jest Hajnowski Dom Kultury „Górnik”.

### Osady należące do Straży Hajnowskiej
W roku 1775 do Straży Hajnowskiej należały:
Postołowo – wieś zamieszkana przez strzelców. W roku 1639 ostęp zwierzyny, w 1792 r. uroczysko zamieszkane przez dwóch strażników : Maxima Owerczuka i Karola Kuczyńskiego.
Dubiny – wieś kluczowa licząca 53 dymy (gospodarstwa). Ostęp zwierzyny do 1592 r., w 1639 r. wieś chłopów pańszczyźnianych osadzonych na 15 włókach ziemi pracujących na folwarku Dubiny, który ulokowany był w miejscu dzisiejszej Dubińskiej Fermy.
Sawiny Hrud – wieś zamieszkana także przez strzelców, w XVI w. uroczysko Sawiny Hrud. Rękopis z 1792 r. rejestruje strzelców: Dawida Kaliszuka, Pawła i Antoniego Janowskich (braci).
Lipiny –
wieś kluczowa (uroczysko, na którym król August III w roku 1758 udzielił za zasługi Jana Bernarda Szuberta strażnika Puszczy). W 1772 r. miał tu siedzibę oberstrażnik kwatery białowieskiej – Franciszek Sawicki.
Budy – osada smolarzy, budników i potażników. Wieś powstała w drugiej połowie XVIII w. na gruntach przetrzebionego na potaże uroczyska Szczekotowo.
Pohorelec – osada smolarzy i potażników. Około 1798 roku wieś powstała na zgliszczach uroczyska po zwinięciu bud potażowych w roku 1792.
Teremiski – osada budników zajmujących się wytwarzaniem węgla drzewnego, smoły i potażu. Wieś powstała po zwinięciu bud na terenie uroczyska o tej samej nazwie w roku 1792.